# 가시와바라 미술관
가시와바라 미술관(柏原美術館 가시와바라비주쓰칸[*])은 일본 야마구치현 이와쿠니시에 있는 고미술과 도예품을 중심으로 한 미술관이다. 1963년에 이와쿠니 역사 미술관을 전신으로, 2004년 이와쿠니 미술관이라는 이름을 거쳐, 2020년 10월 1일에 현재 이름으로 개칭하였다. 중요문화재 및 현·시 지정 문화재계 18건을 포함한 약 6000점을 소장하고 있다. 이와쿠니성 로프웨이 산로쿠역 앞에 있다.

## 같이 보기
- 이와쿠니성